# Alexander Sizoo
Alexander Sizoo (Gorinchem, 23 mei 1889 – Amsterdam, 12 november 1961) was een Nederlands classicus die gespecialiseerd was in het werk van christelijke Latijnse schrijvers.

## Leven en werk
De gereformeerde Sizoo promoveerde in 1918 aan de Vrije Universiteit Amsterdam op een proefschrift over het werk van Plutarchus en werkte vervolgens als docent klassieke talen aan het Christelijk Lyceum te Hilversum. In 1928 publiceerde hij zijn vertaling van Augustinus' Belijdenissen, waarvan een groot aantal drukken verscheen (zevende druk als Prisma-pocket in 1965, achtste druk in 1982). 
In 1933 aanvaardde hij het ambt van hoogleraar aan de Vrije Universiteit met het uitspreken van de rede Augustinus en de Christelijke wetenschap. Behalve zijn vertalingen van en werken over Augustinus vertaalde Sizoo de Institutie van Johannes Calvijn, waarvan in 1994 de twaalfde druk uitkwam. 
Ook bij een breder publiek werd Prof. Sizoo bekend door enkele populaire werken, met name Herleefd verleden: schetsen uit het leven van 2000 jaar geleden (1951), Reizen en trekken in de Oudheid (s.d.), Techniek in de Oudheid (1961) en Ook u spreekt Grieks en Latijn(1961).
Alexander Sizoo was een neef van de fysicus Gerardus Sizoo. Net als zijn neef was Sizoo rector van de Vrije Universiteit: Alexander in jaargang 1939-1940, Gerard in 1937-38 en 1952-53.